# Kravany (district de Poprad)
Kravany (allemand : Kuhschwanz) est un village de Slovaquie situé dans la région de Prešov.

## Histoire
Première mention écrite du village en 1317.

## Démographie

### Évolution de la population
| Année:               | 1994. | 2004.   | 2014.    | 2024.   |
| -------------------- | ----- | ------- | -------- | ------- |
| Nombre de personnes: | 774   | 817     | 903      | 900     |
| Différence:          |       | +5,55 % | +10,52 % | -0,33 % |

| Année:               | 2023. | 2024.   |
| -------------------- | ----- | ------- |
| Nombre de personnes: | 890   | 900     |
| Différence:          |       | +1,12 % |